# D2
„D2“ е българска музикална група, създадена в края на 1998 г. от Димитър Кърнев (китара) и Дичо Христов (вокал). Другите членове на групата са Красимир Тодоров (клавишни), Александър Обретенов (бас китара), Явор Александров (ударни) и Десислав Семерджиев (перкусии). В този си състав те имат издадени два албума – „Ледено момиче“ (2000) и „2002“ (2002). „Ледено момиче“ става най-продаваният музикален продукт на българския пазар за периода до 2006 г. През 2005 г. вокалът на „D2“, Дичо Христов, решава да напусне групата и да започне солова кариера. По-късно същата година той е заменен от Деян Каменов – вокалист, нашумял с участието си в популярното тогава телевизионно предаване „Стар Академи“. През следващата година (2006) излиза и третият албум на групата под името „6“. Работата по композирането и записите на четвъртия им албум, „Феникс“ (2014), отнема две години. През септември 2024 г. Дичо Христов се завръща в групата като фронтмен, споделяйки сцената с предшестващия го Радостин Василев. 

## История

### Създаване и първи албуми
Създадена в края на 1998 г., групата „D2“ става популярна още с първата си песен „Не мога да спра да те обичам“. Тя се задържа няколко седмици на първо място в класацията „Българският топ 100“, а четири седмици е на първо място в класацията за видеоклипове на предаването „Мело ТиВи мания“, излъчвано по БНТ. Отново четири седмици е на първо място в музикалното подреждане „БГ Топ 7“ на радио „FM+“, също четири седмици песента остава на първа позиция в класацията на предаването „Музикална стълбица“ на БНР. „Не мога да спра да те обичам“ е номинирана за поп-хит в годишните музикални награди на телевизия „ММ“ за 1999 г. и е включена в класацията на списание „Егоист“ „Десетте БГ-песни на 90-те“. Втората песен на групата, „Ледено момиче“ постига още по-голям успех. Тя остава на първо място в „Българският топ 100“ 14 седмици, което е абсолютен рекорд в България. Песента е избрана от публиката за хит на годината на фестивала „Рок експлозия“ в Бургас през 2000 г. „Ледено момиче“ се нарича и първият албум на „D2“, който излиза през 2000 г. Второто парче от албума, което става и третият им хит, е озаглавено „Две следи“ и е кавър версия на песен на „Щурците“.
През 1999 – 2001 г. „D2“ печелят редица награди, сред които са „Дебют“ за 1999 г., „Група и албум на годината“ на годишните музикални награди на телевизия „ММ“. Също така получават наградите „Група на годината“ на годишните награди на предаването „Мело ТиВи мания“ за 2000 година, наградите „Група на годината“, „Най-добра група на живо“ и „Хит на годината“ с песента „Ледено момиче“ на годишните музикални награди на „БГ радио“ и „Форте“ за 2001 година.
Пилотният сингъл „Някой ден“ от втория албум на „D2“, „2002“, остава на първо място за осем седмици в класацията „Българският топ 100“, четири седмици на първо място в класацията за видеоклипове на предаването „Мело ТиВи мания“, печели първо място за месец юли на мултимедийната класация „Песен на годината“ и става заглавна песен в компилацията „Не е сън“. Другото хитово парче от „2002“, „Сто години“, стои на първо място в класацията за видеоклипове на телевизия „ММ“ шест седмици, печели първо място за месец декември на мултимедийната класация „Песен на годината“ и става песен на 2002 г. в същата класация. През 2002 г. нашумялата група печели награда „Най-оригинална музика“ на Годишните награди на предаването „Мело ТиВи мания“, печели наградите „Хит на годината“ („Сто години“), „Албум на годината“ и „Група на годината“ на годишните музикални награди на „БГ радио“ и е „Група на годината“ на годишните музикални награди на телевизия „ММ“.
„D2“ имат изнесени три концерта зад граница: в Лондон през 2002 г., във Виена през 2003 г. и в Киев през същата година. През 2004 г. те получават покана от Български футболен съюз, БГ Радио и Държавна агенция за младежта и спорта да композират и изпълнят официалната песен на българския национален отбор по футбол. През 2005 г. печелят наградата „Най-добра група на живо“ на Годишните музикални награди на „БГ радио“.
Най-големият хит на групата е песента „Това сме ние“ с участието на телевизионния водещ и музикант Део. Тя влиза директно на четвърто място в класацията на музикалната телевизия „MTV“ „World chart express“, наред с песни на звезди като Дженифър Лопес, Maroon 5, Chemical brothers и други.

### Нов вокалист и нов стил
През май 2005 г. вокалистът на групата Дичо Христов решава да започне солова кариера. В интервю в предаването „Горещо“ с водещ Венета Райкова музикантът разказва, че той и другият създател на групата, Димитър Кърнев, никога не са били приятели и отношенията им винаги са били чисто професионални. Певецът казва, че огромните различия в характерите на двамата са довели до раздялата им. След напускането на Дичо групата провежда редица кастинги в страната и чужбина и се спира на новобранеца Деян Каменов, станал популярен с участието си в музикалния формат „Star Academy“, излъчван по Нова телевизия. На 2 декември 2005 г. Деян официално е обявен за новия вокалист на „D2“.
Първата продукция на „D2“ с Деян Каменов е сингълът „Тук и сега“. Песента, включена по-късно в новия албум на групата, „6“, дава насоки за цялостното звучене и развитие в стила на „D2“. През юли 2006 г. музикантите записват албума в Лос Анджелис заедно със своя американски продуцент Лени Кордола в студиото на бившия барабанист на бандата „Гънс енд роузес“, Мат Соръм, а през август албумът „6“ излиза в 50 000 тираж с промоция на Кока-Кола, които са генерален спонсор на албума. През 2006 г. „D2“ печелят първо място и специалната награда на 37-ия конкурс на БНР за нови български поп и рок песни „Пролет 2006“. На 25 септември 2006 г. групата стартира третото си национално турне, което преминава с голям успех през 16 града в цялата страна. Турнето приключва на 27 ноември 2006 г. с грандиозен концерт в Зала 1 на НДК.
През февруари 2009 г. групата представя сингъла „Breakdown“. Песента е предназначена за саундтрака към филма на Долф Лундгрен „Command Performance“. Четири месеца по-късно шестимата музиканти отново вземат първа награда на БНР, този път за песента „Fake it“. През 2011 година се появява песента „В съня“, която е саундтрак към филма Love.net. На следващата година е изработено и първото лого на бандата.

### Нов състав на групата
В края на 2012 година членовете на „D2“ са четирима – Димитър Кърнев, Деян Каменов, Александър Обретенов и барабанистът Васил Вутев. През май 2013 година са избрани за подгряваща група на Бон Джоуви на концерта му в София. В този състав те записват албума „Феникс“, който е първи след 8 години. Повечето парчета в него са български, но има и англоезични.

## Дискография
| Година | Заглавие        | Продажби                               |
| ------ | --------------- | -------------------------------------- |
| 2000   | „Ледено момиче“ | над 100 000 бр. до 31 декември 2003 г. |
| 2002   | „2002“          | 63 000 бр. до 31 декември 2003 г.      |
| 2006   | „6“             | 85 000                                 |
| 2014   | „Феникс“        |                                        |

„Ледено момиче“ е първият албум на българската група „D2“. До 2003 са продадени над 100 000 броя от него. Съдържа 10 песни. Издаден е от звукозаписната компания PolySound Inc.

### Песни в албума
- 1. Ледено момиче (3:54)
- 2. Две следи (кавър на Щурците) (5:03)
- 3. Не мога да спра да те обичам (4:01)
- 4. Прости ми (че сънувам теб) (3:22)
- 5. Нямаше кой да ни каже (3:55)
- 6. Небе (3:53)
- 7. Колко си красива (4:21)
- 8. Purple Haze (кавър на Джими Хендрикс) (4:02)
- 9. Ледено момиче (акустична версия) (3:32)
- 10. Не мога да спра да те обичам (инстр.) (4:02)